# Union des Scolaires Nigériens
Die Union des Scolaires Nigériens (USN) ist eine nigrische Schüler- und Studierendenorganisation.

## Organisation

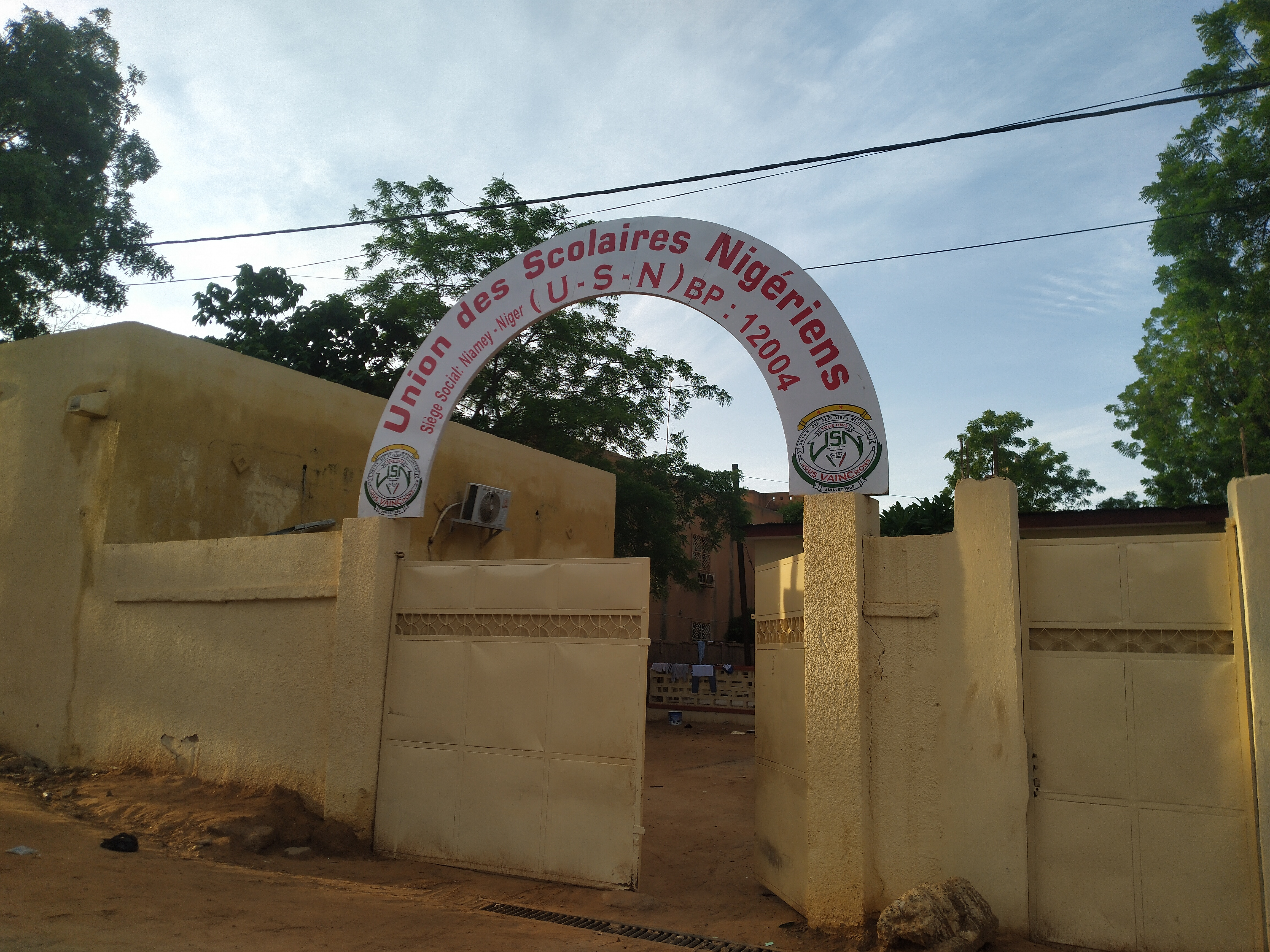
Sitz der Union des Scolaires Nigériens im Stadtviertel Terminus in Niamey (2022)

Die Union des Scolaires Nigériens versteht sich als Interessensvertretung der nigrischen Schüler und Studierenden von der Grundschule bis zum Hochschulbereich. Ihr gehören mehrere Zweigvereine an, darunter die Union des Etudiants Nigériens de l’Université de Niamey (UENUN), die Studierendenorganisation an der Abdou-Moumouni-Universität Niamey. Einige Zweigvereine haben ihren Sitz im Ausland, wo sie die Interessen der Studierenden der nigrischen Diaspora vertreten.

## Geschichte
Die Union des Scolaires Nigériens ist eine der ältesten Interessensvertretungen Nigers. Das Vorhaben zu ihrer Gründung geht auf den Juli 1958 zurück. Als Organisation beim Innenministerium registriert wurde sie am 2. Januar 1959. Ihre Statuten, die der spätere Soziologe Diouldé Laya bei den Behörden einreichte, traten am 16. Juli 1960 in Kraft, was gemeinhin als Gründungsdatum des Verbands gilt.
Die Gründungsmitglieder gehörten bereits kleineren Gruppen mit Erfahrung in der Protestorganisation an, darunter die Union nigrischer Schüler in Dakar, der Schülerverband des Cours Normal de Tahoua, die Kooperative des Collège Classique et Moderne in Niamey und der Verein nigrischer Studenten in Frankreich, der als Sektion der Fédération des Etudiants d’Afrique Noire en France, des Verbands von Studierenden aus Schwarzafrika in Frankreich, organisiert war. Die Union des Scolaires Nigériens stand in ihrer linksradikalen Ausrichtung ideologisch der Fédération des Etudiants d’Afrique Noire en France und dem westafrikanischen Studierendenverband Union Générale des Étudiants d’Afrique Occidentale nahe. Sie organisierte sich in mehreren Sektionen in ganz Niger sowie in Abidjan, Dakar, Frankreich und den Ostblockstaaten. Ihr Sitz wurde aus Sicherheitsgründen zunächst für lange Zeit nach Frankreich verlegt.
Von 1972 bis 1973 wirkte Mahamane Brah als USN-Präsident. Die Regierung unter Staatspräsident Hamani Diori beschloss im Juli 1973 das dem Lycée National in Niamey angeschlossene Internat mit der Begründung zu hoher Kosten zu schließen. Daraufhin traten die dortigen Schüler am 21. Juli 1973 in einen unbefristeten Schulstreik. In der Hoffnung die Mobilisierung zu unterbinden, fasste die Regierung im August 1973 den Entschluss die Union des Scolaires Nigériens aufzulösen, was die Protestbewegung jedoch nur weiter radikalisierte. Der Vorsitzende des Schülervereins am Lycée National, eines USN-Zweigvereins, rief am 22. Oktober 1973 andere Schüler zum Streiken auf, wofür er und weitere Schüler des Lycée National ins Gefängnis kamen. Auf den Straßen der großen Städte stießen die protestierenden Schüler mit den Sicherheitskräften zusammen. Der Streik endete am 22. Januar 1974 nach Verhandlungen mit der Parteiführung der regierenden Nigrischen Fortschrittspartei, die Kompensationen für die Schließung des Internats zusicherte.
Während der von 1974 bis 1987 dauernden Herrschaft des Obersten Militärrats unter Seyni Kountché war die Union des Scolaires Nigériens staatlicherseits nicht anerkannt und ihre Anführer waren Repressionen ausgesetzt. Die Organisation verstand umgekehrt das Regime ebenso wie das vorangegangene als Handlanger des Imperialismus. In den späten 1970er Jahren zählten Foumakoye Gado und, von Abidjan aus, Illa Maïkassoua zu ihren Anführern. Später waren Amadou Boubacar Cissé und Mohamed Ben Omar bekannte Mitglieder.
Die Sparpolitik unter dem ab 1987 amtierenden Staatspräsidenten Ali Saïbou betraf auch Studierende, etwa bezüglich der drohenden Einstellung von Stipendien. Die Union des Scolaires Nigériens betonte nunmehr stärker ihre Rolle als Interessensvertretung als allgemeine gesellschaftspolitische Anliegen. Um gegen von der Weltbank vorgesehene Kürzungen im Hochschulbudget zu protestieren, organisierte die UNS-Teilorganisation UENUN die historische bedeutende Demonstration vom 9. Februar 1990, bei der es auf der Kennedybrücke zu tödlichen Zusammenstößen mit den Sicherheitskräften kam und die die schrittweise Entmachtung Ali Saïbous und der Streitkräfte beschleunigte. Am 28. Dezember 1990 wurde die Union des Scolaires Nigériens staatlicherseits formal als Organisation anerkannt. Zur Nationalkonferenz von 1991, die den Umbau Nigers zu einer Mehrparteiendemokratie begleitete, durfte die USN 100 stimmberechtigte Delegierte entsenden. Diese fielen vor allem durch ihre Kritik am gegenwärtigen und vorangegangenen Regime auf.
Gewalttätige Auseinandersetzungen in den 1990er Jahren zwischen der Union des Scolaires Nigériens, Soldaten und Gewerkschaften einerseits und nachfolgenden Regierungen andererseits standen in Verbindung mit der schwierigen finanziellen Lage des Staates. Als Staatspräsident Mamadou Tandja 2009 nach einer in der Verfassung nicht vorgesehenen dritten Amtszeit strebte, kamen die meisten Studierenden aus den Regionen Maradi und Zinder, seinen politischen Hochburgen, zudem hatte er Mitglieder der USN-Führung bestochen. Die Organisation unterstützte seine Bestrebungen. Nach Tandjas Sturz widmete sich die Union des Scolaires Nigériens wieder ihrer Rolle als Interessensvertretung und gebrauchte weiterhin eine dezidiert linke Rhetorik.